# 史丹
史 丹（し たん、? - 紀元前13年）は、前漢の人。字は君仲。魯国の人だが杜陵県に遷った。宣帝の祖母の兄の史恭の孫にあたる。

## 略歴
史丹の父の史高は霍禹の謀反を告発する功績を挙げ、後に大司馬車騎将軍・領尚書事となった。
史丹は宣帝の時に父の任子により太子中庶子となり、皇太子（後の元帝）の侍従となった。元帝が即位すると駙馬都尉・侍中となり、大変寵愛された。元帝は詔を出し、旧臣で外戚でもある彼に皇太子（後の成帝）を守らせた。
当時、傅昭儀が産んだ定陶王劉康は能力があり、父に母子揃って寵愛されていた。一方、皇太子は酒色に溺れ、母の王皇后（王政君）は寵愛されていなかった。建昭年間、元帝は病気となり、政務を執らず、音楽を好んでいた。定陶王が音楽の才能もあると知ると元帝は定陶王を称賛したが、史丹は
「能力があるというのは皇太子のように学問を好む者を言います。音楽が得意であることで能力を評価するというなら、優れた音楽家を相国とするべきです」
と元帝に言った。元帝はしばらく黙ってから笑った。
また、元帝の弟である中山哀王劉竟が死亡した際、年齢が近く中山哀王と共に育った皇太子は悲しみに堪えない様子であったが、弔いに進み出るとすでに悲しんでいない様子であった。元帝はこれを見て
「こんな慈しみの心に欠けた者が宗廟を守り民を治めることなどできようか」
と言い、史丹を責めたが、史丹は
「陛下がまことに哀王を悲しんでいるので、太子には私が陛下を余計に悲しませることのないよう悲しみを見せないようにと言ったのです。罪は私にあります」と答え、元帝の怒りは解けた。
竟寧元年（紀元前33年）、元帝の病が重くなると、傅昭儀と定陶王が左右にあり、皇太子や皇后はめったに会うことができなかった。元帝は皇太子を替えようと思い始め、尚書に景帝が膠東王（武帝）を皇太子に立てた前例を調べさせた。皇太子・王皇后や王皇后の兄弟である王鳳は憂うばかりで、なすすべがなかった。史丹は親密な臣ということで元帝を看病していたが、元帝が独りでいるところを見計らって元帝の病床に入り、泣きながら元帝に
「皇太子は立てられてから10年以上経ち、天下みな心を寄せています。今、定陶王が皇太子に立てられるのではないかと世間で噂されていますが、もしそのようなことがあれば大臣はみな死を以て諌め、詔を奉じないことでしょう。まずは私に死を賜りください。大臣たちにそのことを示したいと思います」
と言った。元帝は史丹の様子を見て感じ入り、
「私は日々弱る一方で、太子や王たちはまだ幼い。そういったことを思わなかったわけではない。しかしそのような議は出していない。それに皇后は慎ましく、先帝（宣帝）は太子を特に愛していた。どうして先帝の指示に背くことができようか。お前はどこからそんな話を聞いてきたのだ?」
と言い、皇太子を替えることを止めた。
元帝が死に成帝が即位すると、史丹は長楽衛尉となり、建始4年（紀元前29年）に右将軍・給事中に遷り関内侯となり、河平3年（紀元前26年）には左将軍・光禄大夫に遷った。鴻嘉元年（紀元前20年）にはこれまでの功績で武陽侯に封じられた。
永始3年（紀元前14年）に病気にかかり引退し、数カ月後の永始4年（紀元前13年）に死亡した。頃侯と諡された。男女20人の子がおり、男子はみな侍中など近臣となった。
史丹は、兄の史術が父の侯国を継承したため他の財産を辞退したことで、父の財産を全て受け継ぎ、更に自分の封国と恩賞があり、100人以上の奴婢と数十人の妻妾を抱え、飲酒を好んだ。